# Глеб Панфилов
Глеб Анатолиевич Панфилов (роден на 21 май 1934 г. в Магнитогорск, Съветски съюз; починал на 26 август 2023 г. в Москва) е руски филмов режисьор.
Панфилов посещава Уралския политехнически институт до 1957 г. и след това започва работа като химик. Той се присъединява към аматьорски филмов клуб в Свердловск през 1958 г. и същата година прави своя режисьорски дебют. Панфилов прави кратки документални филми и е нает от местната телевизия като сценарист и режисьор. Посещава курсове по операторско майсторство в московското държавно филмово училище ВГИК между 1960 и 1963 г. и се обучава като сценарист и режисьор в „Госкино“ до 1966 г.
През 1967 г. е заснет първият пълнометражен професионален филм на Панфилов: идеологически лоялната, но убедително изиграна драма за гражданската война „В огъня няма брод“. „Най-добрите произведения на Панфилов дават интересни прозрения за ежедневието на Съветския съюз от широк спектър от житейски и професионални гледни точки“. Тези продукции процъфтяват предимно от психологическите изпълнения на втората съпруга на Панфилов, Инна Чурикова.
След като има проблеми с цензурата с критичния за системата труд „Темата“ – филм от 1979 г., който е награден със Златна мечка в Берлин през март 1987 г. – Панфилов се концентрира върху по-малко безобидни теми и наред с други неща поставя две адаптации на оригинали на Максим Горки („Вася Железнова“ и „Майка“).

## Филмография
| Година | Заглавие                          | Забележка                                                            |
| ------ | --------------------------------- | -------------------------------------------------------------------- |
| 1958   | Народная милиция                  | Късометражен                                                         |
| 1958   | Нейлоновая курточка               | Късометражен                                                         |
| 1959   | Вставай в наш строй               | Късометражен                                                         |
| 1962   | Нина Меловизинова                 | Късометражен                                                         |
| 1962   | Убит не на войне                  | Късометражен                                                         |
| 1962   | Дело Курта Клаузевица             | Късометражен                                                         |
| 1964   | Случай на станции Кречетовка      | Късометражен                                                         |
| 1967   | В огне брода нет                  |                                                                      |
| 1967   | На съёмках „Андрея Рублёва“       | Късометражен                                                         |
| 1970   | Начало                            |                                                                      |
| 1975   | Прошу слова                       |                                                                      |
| 1976   | Степанова памятка                 |                                                                      |
| 1978   | Человек, которому везло           |                                                                      |
| 1979   | Тема                              |                                                                      |
| 1980   | Встреча                           | Късометражен, в състава на алманаха „Молодость“, № 3                 |
| 1981   | Валентина                         |                                                                      |
| 1983   | Васса                             |                                                                      |
| 1990   | Мать                              |                                                                      |
| 2000   | Романовы. Венценосная семья       |                                                                      |
| 2006   | В круге первом                    | телевизионен сериал                                                  |
| 2007   | Хранить вечно                     |                                                                      |
| 2008   | Без вины виноватые                |                                                                      |
| 2010   | Утомлённые солнцем 2: Предстояние |                                                                      |
| 2011   | Утомлённые солнцем 2: Цитадель    |                                                                      |
| 2013   | Аквитанская львица                | Телевизионен спектакъл по мотивите на пиесата „Лев зимой“            |
| 2015   | Ложь во спасение                  | Телевизионен спектакъл по мотивите на пиесата „Деревья умирают стоя“ |
| 2019   | Аудиенция                         | Телевизионен спектакъл по мотивите на едноименната пиеса             |
| 2021   | Иван Денисович                    |                                                                      |